# Marcus Petronius Umbrinus
Marcus Petronius Umbrinus (vollständige Namensform Marcus Petronius Quinti filius Sabatina Umbrinus) war ein im 1. Jahrhundert n. Chr. lebender römischer Politiker.
Durch eine Inschrift in griechischer Sprache ist belegt, dass Umbrinus Statthalter der Provinz Lycia et Pamphylia war; er dürfte in den Amtsjahren 76/77 bis 77/78 Statthalter gewesen sein. Durch die Arvalakten ist belegt, dass er am 14. September 81 zusammen mit Lucius Carminius Lusitanicus Suffektkonsul war; die beiden übten dieses Amt im September und Oktober aus.
Umbrinus war in der Tribus Sabatina eingeschrieben. Er war Mitglied im Priesterkollegium der Septemviri epulonum. Sein Vater war Quintus Petronius Umbrinus.